# Manuel Arboleda
Manuel Santos Arboleda Sánchez (Buenaventura, 2 agosto 1979) è un ex calciatore colombiano, di ruolo difensore.

## Carriera
Inizia a giocare con una piccola squadra della sua città, e in seguito passa alla squadra giovanile del Millonarios di Bogotá.
Nel 2001 firma il suo primo contratto da professionista con l'Independiente Santa Fe; dopo un anno e mezzo Arboleda decide di trasferirsi al Deportes Tolima, squadra colombiana che lo manda il prestito al Centauros.
Torna al Tolima dopo un anno di prestito vincendo anche il campionato colombiano. Nel 2004 viene ceduto all'Atlético Huila dove assomma poche presenze e viene venduto nella sessione invernale del calciomercato; nel gennaio del 2004 passa al Cienciano, dove resta fino alla fine del 2005.
Nel 2006 passa al club polacco del Zagłębie Lubin dove starà fino al 2008 collezionando ben 53 presenze e 9 gol. Nel 2008 passa a uno dei migliori club in Polonia, il Lech Poznań dove Arboleda gioca 63 volte segnando 4 volte e nel 2011 diventa un pilastro della squadra. Con il club polacco vince un Campionato e una Coppa Nazionale.
Pur avendo chiesto la cittadinanza polacca, questa non gli è arrivata in tempo per essere convocato dalla Nazionale per la gara contro la Georgia.

## Palmarès

### Club

#### Competizioni nazionali
- Ekstraklasa: 2

Zagłębie Lubin: 2006-2007
Lech Poznań: 2009-2010
- Superpuchar Polski: 2

Zagłębie Lubin: 2007
Lech Poznań: 2009
- Puchar Polski: 1

Lech Poznań: 2008-2009

#### Competizioni internazionali
- Recopa Sudamericana: 1

Cienciano: 2004